# Simon Dešpalj
Simon Peter Dešpalj (Orlando, Florida, 4. siječnja 1974.) hrvatski je dirigent i korepetitor.

## Životopis
Školovao se u Zagrebu, a maturirao 1992. klasičnu gimnaziju (Akademisches Gymnasium) u Grazu (Austrija). Godine 1999. diplomirao je dirigiranje u klasi prof. Vjekoslava Šuteja na Muzičkoj akademiji u Zagrebu, nakon čega je proveo tri mjeseca na usavršavanju u Rimu. Stručno se usavršava kod oca Pavla Dešpalja. Godine 2014. završio je cjeloživotno obrazovanje na Učiteljskom fakultetu u Osijeku – pedagoško-psihološka i metodičko-didaktička izobrazba.  	
Prvi angažman ostvario je 2000. godine kao zborovođa i dirigent u HNK Osijek. Od 2004. zaposlen je kao korepetitor u HNK Zagreb, a od 2010. naslovni asistent na Muzičkoj akademiji u Zagrebu za predmet studij opernih uloga. Godine 2013. primljen je u zvanje docenta i stalno je zaposlen na Umjetničkoj akademiji u Osijeku za predmete Studij opernih uloga i Dirigiranje.
Dirigirao je orkestrima u Hrvatskoj (Zagrebačka Muzička akademija, INK Pula, Zagrebačka filharmonija, Dubrovački simfonijski, Zadarski komorni, Hrvatski komorni, Osječko ljeto kulture, HNK Osijek i HNK Zagreb), a nastupao je na koncertima i seminarima u Sloveniji, Italiji, Bosni i Hercegovini, Austriji, Srbiji, Crnoj Gori, Kosovu, Izraelu i Francuskoj. Godine 2014. ravna izvedbom operete Šišmiš na UA u Osijeku. 
Član je povjerenstva za potvrdu tema završnih i diplomskih ispita te za izradu novih studijskih programa na odsjecima pjevanje i glazbena pedagogija na Umjetničkoj akademiji u Osijeku. 
Od 2012. u Cresu (otok Cres) održava samostalni seminar operne literature u sklopu kojeg je s polaznicima na Creskim kulturnim večerima izveo operu Jevgenij Onjegin P. I. Čajkovskog. 